# Torneo Cantonal de Tercera División por Santa Bárbara de Heredia (ANAFA) 1984
El Torneo Cantonal de Fútbol de Tercera División de ANAFA 1984, fue la edición número 5 de la (Tercera División de Ascenso) en disputarse, organizada por la Asociación Nacional de Fútbol Aficionado.
Este Torneo constó de 7 equipos a nivel cantonal en Santa Bárbara de Heredia debidamente inscritos en la Asociación Nacional de Fútbol Aficionado (ANAFA).
Y la escuadra campeona sería la que vestiría los colores barbareños y representante por la provincia de Heredia en la Tercera División de Costa Rica.
El club campeón por Santa Bárbara es la A.D. Santa Bárbara, sin embargo queda eliminada a nivel provincial con la A.D. Barrealeña y otras selecciones cantonales.

## La clasificación por la Tercera División de Ascenso se dividió en 2 grupos
| 3.ª. División Cantonal de Ascenso (Grupo 1) | 3.ª. División Cantonal de Ascenso (Grupo 1)                 |
| ------------------------------------------- | ----------------------------------------------------------- |
| 1                                           | Selección Distrital de Barrio Jesús                         |
| 2                                           | Selección Distrital de Santo Domingo (El Roble Fútbol Club) |
| 3                                           | Selección Distrital de San Bosco                            |
| 4                                           | Selección Distrital de San Juan                             |

| 3.ª. División Cantonal de Ascenso (Grupo 2) | 3.ª. División Cantonal de Ascenso (Grupo 2)     |
| ------------------------------------------- | ----------------------------------------------- |
| 1                                           | Selección Distrital del Centro (A.D. Barbareña) |
| 2                                           | Selección Distrital del Centro (A.D Machado)    |
| 3                                           | Selección Distrital de San Pedro                |

## La eliminatoria interregional de Tercera División (Heredia) 1984
| 3.ª. División de Ascenso por la Región 9 (Heredia) | 3.ª. División de Ascenso por la Región 9 (Heredia)                      |
| -------------------------------------------------- | ----------------------------------------------------------------------- |
| 1                                                  | A.D. Barrealeña (Ulloa)                                                 |
| 2                                                  | A.D. Municipal Los Rebeldes (Barva de Heredia)                          |
| 3                                                  | A.D. Tournón de San Isidro (Lo sustituye la A.D. Quesada de San Isidro) |
| 4                                                  | C.D. Alexander Campos (San Rafael de Heredia)                           |
| 5                                                  | Selección de Santa Bárbara                                              |
| 6                                                  | A.D. Independiente La Rusia (San Joaquín de Flores)                     |
| 7                                                  | C.D. Fátima de La Ribera (San Antonio de Belén)                         |
| 8                                                  | A.D. Domingueña (Santo Domingo de Heredia)                              |
| 9                                                  | C.D. Barrio San José (San Pablo de Heredia)                             |

El Segundo lugar es para la Selección Distrital de San Bosco y tercero Selección Distrital del Centro (Club Deportivo Machado), siendo los machadenses los que refuerzan en ocasiones las líneas de Santa Bárbara. 

## Campeón Monarca Cantonal de Tercera División en Santa Bárbara de Heredia 1984
| Tercera División Cantonal Auspiciado por ANAFA 1984                                                            | Tercera División Cantonal Auspiciado por ANAFA 1984 |
| --- | --------------------------------------------------- |
| Selección Campeona Cantonal de Tercera División de ANAFA. Asociación Deportiva Barbareña (Fusión C.D. Machado) |                                                     |

## Ligas Superiores
- Primera División de Costa Rica 1984

- Campeonato de Segunda División de Costa Rica 1984-1985

- Campeonato de Segunda División B de Costa Rica 1984

- Campeonato de Tercera División de Ascenso por ANAFA 1984

## Ligas Inferiores
- Campeonato de Cuarta División por ANAFA 1984

## Torneos
| Predecesor: Torneo 1983 | Torneo Cantonal de Fútbol en Santa Bárbara de Heredia (ANAFA) 1984 Torneo 1984 | Sucesor: Torneo 1985 |